# Patrologia Latina

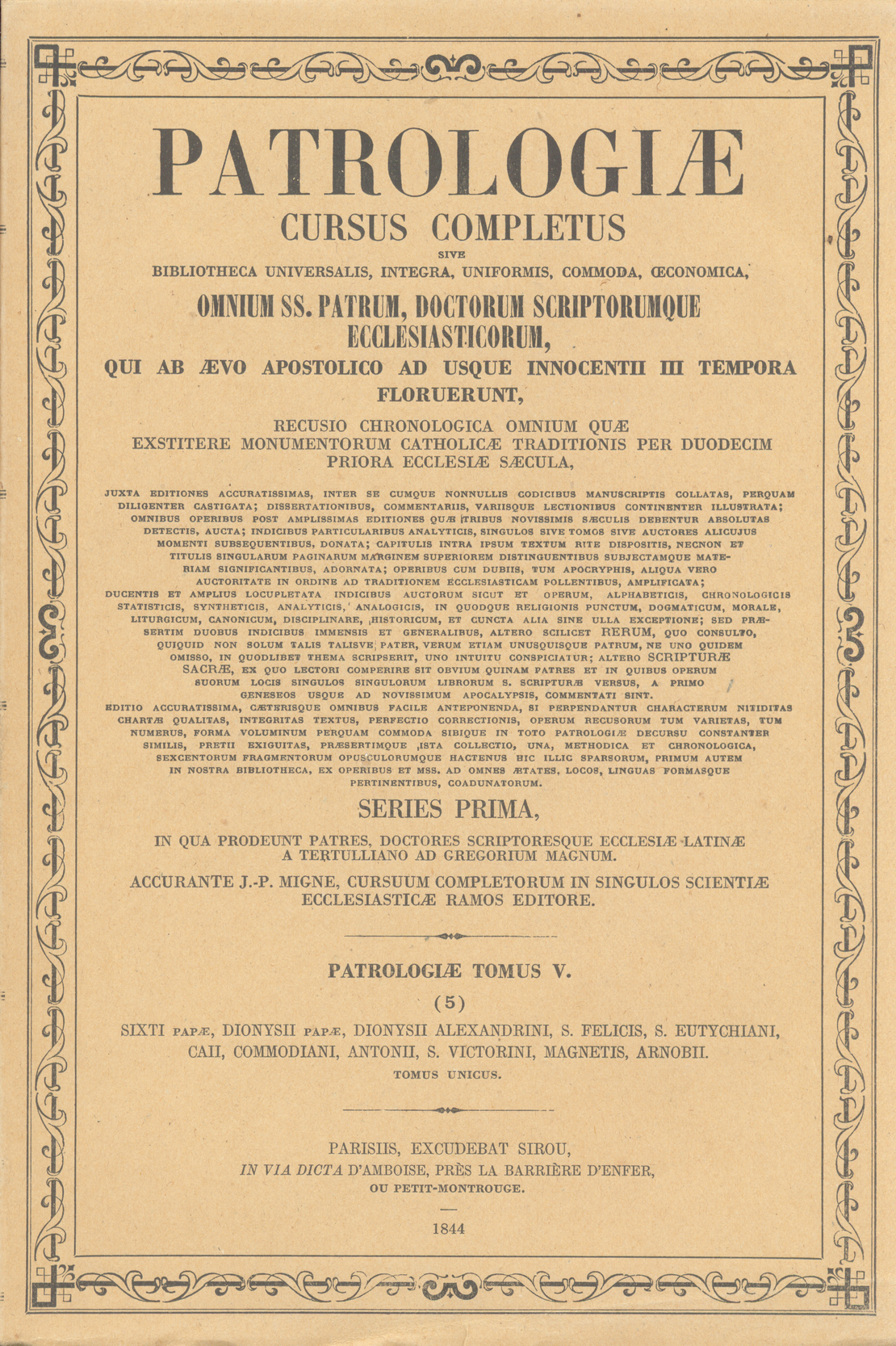
Portada del cinquè volum de la Patrologia Latina (1844-1845)

La Patrologia Latina és el títol d'una col·lecció de textos cristians antics escrits en llatí. Aquests textos van ser escrits en diferents moments històrics, alguns són obres dels Pares de l'Església i, per tant, pertanyen a l'antiguitat mentre que els més recents són de l'edat mitjana. Estan agrupats en 217 volums. La col·lecció fou publicada per Jacques Paul Migne entre el 1844 i y 1855. Els llibres dels índexs, fins a un total de 221, es van publicar entre el 1862 i el 1865.

## Història
Tot i que es tracta de reimpressions d'edicions antigues que contenen sovint alguns errors, les sèries publicades per Migne són encara avui dia emprades per investigadors especialitzats en l'antiguitat i en l'edat mitjana a causa de la seva accessibilitat i sobre tot perquè nombrosos textos només es troben publicats aquí, per haver estat bandejats pels editors moderns. Des d'aquest punt de vista, es podria dir que la Patrologia de Migne és comparable a la Monumenta Germaniae Historica. Es considera que la Patrología Latina és una part del Patrologiae Cursus Completus, la primera part del qual seria la Patrologia Graeca que conté les obres patrístiques escrites en grec medieval juntament amb la seva traducció al llatí.
La Patrologia llatina inclou més de mil anys d'obres en llatí des de Tertul·lià fins al Papa Innocenci III en 217 volums: els volums 1 al 73 comencen pels textos de Tertul·lià i acaben pels de Gregori de Tours i van ser publicats entre el 1844 i el 1849; els volums 74 al 217 van des del papa Gregori el Gran fins a Innocenci III i van ser publicats entre el 1849 i el 1855. La idea inicial era cloure la col·lecció el 1216, però Migne es va plantejar publicar tots els documents després de la mort d'Innocenci III, relacionats amb la Reforma, un objectiu potser excessiu, i finalment va publicar un apèndix amb comentaris, biografies, documents, bibliografies i altres documents associats. En l'actualitat, la col·lecció completa és accessible per internet a través de Documenta Catholica Omnia.
El material que va servir de base a la impressió de la Patrologia llatina va ser destruït pel foc el 1868, però amb l'ajut d'Edicions Garnier fou restaurat.

## Índex de volums i autors
| Volum   | Autors |
| ------- | --- |
| 1-2     | Tertul·lià |
| 3-5     | Marc Minuci Fèlix, Dionís d'Alexandria, Papa Corneli, Novacià, Papa Esteve I, Cebrià de Cartago, Arnobi el vell, Commodià |
| 6-7     | Lactanci |
| 8       | Papa Constantí I, Victorí de Petàvia |
| 9-10    | Hilari de Poitiers |
| 11      | Zenó de Verona, Optat |
| 12      | Eusebi de Vercelli, Juli Fírmic Matern |
| 13      | Damas I, Pacià de Barcelona, Lucífer de Càller |
| 14-17   | Ambròs de Milà |
| 18      | Úlfila, Papa Símmac, Sant Martí de Tours, Ticoni |
| 19      | Juvenc Vetti Aquilí, Celi Seduli, Publili Optacià Porfiri, Sever Sant Endelequi, Falcònia Proba |
| 20      | Sulpici Sever, Paulí de Nola, Faust de Mileve, Papa Innocenci I |
| 21      | Rufí d'Aquileia, Pelagi |
| 22-30   | Jeroni d'Estridó |
| 31      | Luci Flavi Dextre, Pau Orosi |
| 32-47   | Agustí d'Hipona |
| 48      | Mari Mercator |
| 49-50   | Joan Cassià |
| 51      | Pròsper d'Aquitània |
| 52      | Pere Crisòleg |
| 53      | Claudià Ecdidi Mamert, Salvià, Arnobi el jove, Patrici d'Irlanda |
| 54-56   | Papa Lleó I |
| 57      | Màxim Taurinense |
| 58      | Papa Hilari, Papa Simplici, Papa Fèlix III |
| 59      | Papa Gelasi I, Àlcim Ecdidi Avit, Faustí de Brescia |
| 60      | Aureli Climent Prudenci, Draconti |
| 61      | Paulí de Nola, Orenci d'Aush, Auspici de Toul |
| 62      | Paschasius Diaconus, Papa Símmac, Petrus Diaconus, Vigilius Tapsensis, Papa Lleó I, Concili de Calcedònia, Sant Atanasi d'Alexandria, Rusticus Helpidius, Eugyppius Africanus |
| 63      | Boeci, Magnus Fèlix Ennodi, Trifolius presbyter, Papa Hormisdes, Elpis |
| 64      | Boeci |
| 65      | Fulgenci de Ruspe, Papa Fèlix IV, Papa Bonifaci II |
| 66      | Benet de Núrsia |
| 67      | Dionís l'Exigu, Viventiolus Lugdunensis, Troianus Santonensis, Pontianus Africanus, Cesari d'Arle, Fulgentius Ferrandus |
| 68      | Primasius Adrumetanus, Arator, Nicetius Trevirensis, Aurelià d'Arle |
| 69-70   | Cassiodor |
| 71      | Gregori de Tours |
| 72      | Papa Pelagi II, Papa Joan II, Papa Benet I |
| 73-74   | Vitae Patrum |
| 75-76   | Gregori el Gran |
| 77      | Gregori el Gran |
| 78-79   | Gregori el Gran |
| 80      | segles VI-VII (Màxim de Saragossa, Eutropi de València, Tarra Monachus, Dinothus Abbas, Dynamus Patricius, Agustí de Canterbury, Papa Bonifaci IV, Concilium Romanum III, Bulgaranus, Paulus Emeritanus Diaconus, Tamaius de Vargas, Gundemar, Marcus Cassinensis, Warnaharius Lingonensis Episcopus, Columbanus Hibernus, Alphanus Beneventianus Episcopus, Aileranus Scoto Hibernus, Ethelbertus Anglorum, Papa Deodat I, Sisebutus Gothorum, Bertichramnus Cenomanensis, Protandius Vesuntinus Archiepiscopus, Bonifacius V, Sonniatus Remensis Archiepiscopus, Verus Ruthenensis Episcopus, Chlotarius II (rex Francorum), Papa Honori I, Dagobertus (rex Francorum), Hadoinudus Cenomanensis Episcopus, Sulpicius Bituricensis Episcopus, Autbertus Cameracensis, Papa Joan IV, Eutrandus Ticinensis Diaconus, Victor Carthaginensis Episcopus, Braulio Caesaraugustianus, Taio Caesaraugustianus Episcopus)                                                                     |
| 81-84   | Isidor de Sevilla |
| 85-86   | Litúrgia mossàrab |
| 87      | segle vii |
| 88      | Venanci Fortunat, Crisconius Africanus |
| 89      | Papa Sergi I, Papa Joan VI, Felix Ravennatensis, Bonifaci de Fulda |
| 90-95   | Beda |
| 96      | Ildefons de Toledo, Julià de Toledo, Papa Lleó II |
| 97-98   | Carlemany, Lluís I el Pietós, Lotari I, Rodolf I de Borgonya |
| 99      | Paulí II d'Aquileia, Theodorus Cantuariensis |
| 100-101 | Alcuí de York |
| 102     | Smaragdus S. Michaelis |
| 103     | Benet d'Aniana, Seduli Escot |
| 104     | Agobard de Lió, Einhard, Claudius Taurinensis, Lluís el Pietós |
| 105     | Teodulf d'Orleans, Eigil Fuldensis, Dungalus reclusus, Ermoldus Nigellus, Symphosius Amalarius |
| 106     | Papa Gregori IV, Papa Sergi II, Ionas Aurelianensis, Freculphus Lexoviensis, Frotharius Tullensis |
| 107-112 | Raban Maur |
| 113-114 | Walafridus Strabo |
| 115     | Papa Lleó IV, Papa Benet III, Eulogius Toletanus, Prudenci de Troyes, Angelomus Lexoviensis |
| 116-118 | Haymo Halberstatensis |
| 119     | Papa Nicolau I, Florus Lugdunensis, Lupus Ferrariensis |
| 120     | Pascasi Radbert |
| 121     | Ratramnus Corbeiensis, Aeneas Parisiensis, Remigius Lugdunensis, Wandalbertus Prumiensis, Paulus Alvarus Cordubensis, Gotteschalcus Orbacensis |
| 122     | Joan Escot Eriúgena |
| 123     | Ado Viennensis |
| 124     | Usuardus Sangermanii, Carles II el Calb |
| 125-126 | Hincmar de Reims |
| 127-129 | Anastasi el Bibliotecari |
| 130     | Isidorus Mercator |
| 131     | Remigius Antissiodorensis, Notker de Sankt Gallen |
| 132     | Reginó de Prüm, Hucbald |
| 133     | Odó de Cluny |
| 134     | Atto Vercellensis |
| 135     | Flodoard, Papa Joan XIII |
| 136     | Rateri de Verona, Liutprandus Cremonensis |
| 137     | Roswitha de Gandersheim, Widukindus Corbeiensis, Dunstanus Cantuariensis, Adso Dervensis, Ioannes S. Arnulfi Metensis |
| 138     | Richerus S. Remigii |
| 139     | Papa Silvestre II, Aimoinus Floriacensis, Abó de Fleury, Thietmarus Merseburgensis |
| 140     | Burchardus Wormaciensis, Enric II del Sacre Imperi Romanogermànic, Adelboldus Traiectensis, Thangmarus Hildesheimensis |
| 141     | Fulbertus Carnotensis, Guido d'Arezzo, Papa Joan XIX |
| 142     | Bruno Herbipolensis, Odiló de Cluny, Berno Augiae Divitis |
| 143     | Hermannus Contractus, Humbertus Silvae Candidae, Papa Lleó IX |
| 144-145 | Pere Damià |
| 146     | Othlonus S. Emmerammi, Adam de Bremen, Gundecharus Eichstetensis, Lambertus Hersfeldensis, Petrus Malleacensis |
| 147     | Ioannes Abrincensis, Bertholdus Constantiensis, Bruno Magdeburgensis, Marianus Scotus, Landulfus Mediolanensis, Alphanus Salernitanus |
| 148     | Papa Gregori VII |
| 149     | Papa Víctor III, Anselmus Lucensis, Willelmus Calculus |
| 150     | Lanfrancus Cantuariensis, Herluinus Beccensis, Willelmus Beccensis Abbas, Boso Beccensis Abbas, Theobaldus Beccensis Abbas, Letardus Beccensis Abbas, Agustí de Canterbury, Bonizio Sutrensis Placentinus Episcopus, Guillelmus Metensis Abbas, Wilhelmus Hirsaugensis Abbas, Herimannus Metensis Episcopus, Theodoricus S. Audoeni Monachus, Guido Farfensis Abbas, Aribo Scholasticus, Henricus Pomposianus Clericus, Robertus de Tumbalena Abbas, Gerardus Cameracensis Episcopus II, Reynaldus Remensis Archiepiscopus I, Ioannes Cotto, Fulco Corbeiensis Abbas, Gillebertus Elnonensis Monachus, Willelmus Clusiensis Monachus, Durandus Claromontanus Episcopus, Hemmingus Wigorniensis Monachus, Radbodus Tornacensis Episcopus, Agano Augustodunensis Episcopus, Oldaricus Praepositus, Bernardus Lutevensis Episcopus, Fulcoius Meldensis Subdiaconus, Constantí Africà, Deusdedit Cardinalis, Willelmus Pictavensis Archidiaconus, Ioannes de Garlandia, Rufinus Episcopus |
| 151     | Papa Urbà II |
| 152-153 | Brunó de Colònia |
| 154     | Hugo Flaviniacensis, Ekkehardus Uraugiensis, Wolphelmus Brunwillerensis |
| 155     | Jofré de Bouillon, Radulfus Ardens, Llop el Protoespatari |
| 156     | Guibert de Nogent |
| 157     | Goffridus Vindocinensis, Thiofridus Efternacensis, Pedro Alfonso |
| 158-159 | Anselm de Canterbury |
| 160     | Sigibert de Gembloux |
| 161     | Ivo Carnotensis |
| 162     | Ivo Carnotensis, Petrus Chrysolanus, Anselmus Laudunensis |
| 163     | Pasqual II, Gelasi II, Papa Calixt II |
| 164-165 | Bruno Astensis |
| 166     | Baudri de Borgueil, Honori II, Cosmas de Praga |
| 167-170 | Rupertus Tuitensis |
| 171     | Hildebertus Turonensis, Marbode de Rennes |
| 172     | Honorius Augustodunensis |
| 173     | Leo Marsicanus, Petrus Diaconus, Rodulfus S. Trudonis |
| 174     | Godefridus Admontensis |
| 175-177 | Hug de Sant Víctor |
| 178     | Pere Abelard |
| 179     | Guillem de Malmesbury |
| 180     | Papa Eugeni III, Guillelmus S. Theodorici |
| 181     | Herveus Burgidolensis |
| 182-185 | Bernat de Claravall |
| 186     | Abat Suger, Robertus Pullus, Zacharias Chrysopolitanus |
| 187     | Gratianus |
| 188     | Pere el Venerable, Papa Anastasi IV, Papa Adrià IV |
| 189     | Pere el Venerable |
| 190     | Thomas Becket, Herbertus de Boseham, Gilbertus Foliot |
| 191-192 | Pere Llombard |
| 193     | Garnerius S. Victoris, Gerhohus Reicherspergensis |
| 194     | Gerhohus Reicherspergensis, Hugo Pictavinus, Isaac de Stella, Alcherus Claraevallensis |
| 195     | Elred de Rievaulx, Wolbero S. Pantaleonis, Elisabeth Schonaugiensis |
| 196     | Ricard de Sant Víctor |
| 197     | Hildegarda de Bingen |
| 198     | Adamus Scotus, Petrus Comestor, Godefridus Viterbiensis |
| 199     | Ioannes Saresberiensis |
| 200     | Papa Alexandre III |
| 201     | Arnulfus Lexoviensis, Guillelmus Tyrensis |
| 202     | Petrus Cellensis, Papa Urbà III, Papa Gregori VIII, Hugo Eterianus, Gilbertus Foliot |
| 203     | Philippus de Harveng |
| 204     | Reinerus S. Laurentii Leodiensis, Papa Climent III |
| 205     | Petrus Cantor |
| 206     | Papa Celestí III, Thomas Cisterciensis, Ioannes Algrinus |
| 207     | Petrus Blesensis |
| 208     | Martí de Lleó |
| 209     | Martí de Lleó, Guillem d'Eskilsø, Gualter de Châtillon |
| 210     | Alà de Lilla |
| 211     | Stephanus Tornacensis, Petrus Pictaviensis, Adamus Perseniae |
| 212     | Helinandus Frigidi Montis, Guntherus Cisterciensis, Odo de Soliaco |
| 213     | Sicardus Cremonensis, Petrus Sarnensis |
| 214-217 | Papa Innocenci III |
| 218-221 | Índex |